# Saint-Solve
Saint-Solve är en kommun i departementet Corrèze i regionen Nouvelle-Aquitaine i de centrala delarna av Frankrike. Kommunen ligger  i kantonen Juillac som tillhör arrondissementet Brive-la-Gaillarde. År 2022 hade Saint-Solve 451 invånare.

## Befolkningsutveckling
Antalet invånare i kommunen Saint-Solve
Referens:INSEE